# هایدرا (کمیک)
هایدرا نام یک سازمان تروریستی خیالی است که در کتاب‌ها و مجلات کمیک بوکی منتشر شده توسط مارول کامیکس وجود دارد. نام «هایدرا» کنایه ای از هایدرا که از اساطیر یونان باستان است. شعار این سازمان به اسطوره هایدرا اشاره دارد و بیان می‌کند که «اگر یک سر بریده شود، دو سر دیگر جای آن را خواهند گرفت» و مقاومت و قدرت فزاینده آنها را در برابر دشمن اعلام می‌کند.
هایدرا در اصل یک سازمان نئونازی به رهبری جمجمه سرخ در طول جنگ جهانی دوم بوده است، پس از به دست گرفتن کنترل توسط بارون ولفگانگ فون استراکر به یک سندیکای جنایی بین‌المللی نئونازی تبدیل شد. عوامل هیدرا اغلب لباس سبز متمایز با نقش مار می‌پوشند. این سازمان یکی از تهدیدات بزرگی است که ابرقهرمانان دنیای مارول و سازمان اطلاعاتی شیلد با آن مبارزه می‌کنند، که البته همیشه برنامه‌های هایدرا را برای تسلط بر جهان خنثی می‌کنند.

## تاریخچه سازمان

### پیش از میلاد مسیح
این سازمان در دوران پیش از میلاد در قالب فرقه‌ای تأسیس شد که به‌طور متعصبانه به پرستش هایو (Hive) می‌پرداخت. هایو یک ناانسان بود که توسط ناانسان‌های دیرینه به سیاره موث (Maveth) تبعید شد. فرقه از زمان تبعید او مصمم بود تا هایو را به زمین برگرداند. طی قرن‌ها این فرقه تکامل یافت و شکل‌های بسیاری به خود گرفت. آخرین تجسم آن‌ها مدتی کوتاه بعد از برخاستن نازیسم در آلمان، به سرکردگی یوهان اشمیت به عنوان شاخهٔ علمی شوتس شتافل نازی برآمد. در این زمان بود که فرقه نام هایدرا به خود گرفت.

### جنگ جهانی دوم
در زمان جنگ جهانی دوم، اشمیت برای تسخیر دنیا به دست خودش، هایدرا را از آلمان نازی جدا کرد، و در این دوران هایدرا ظاهراً اعتقادات اصلی خود را رها کرده بود. با اصول ضد-آزادی و سخت‌گیرانه، هایدرا تبدیل به سازمانی با منش جهنمی شد که ناشی از مکتب سیاسی نوظهور آن بود.

### پس از جنگ جهانی دوم
پس از شکست خوردن به دست کاپیتان آمریکا در سال ۱۹۴۵ و متعاقباً ناپدید شدن یوهان اشمیت، هایدرا توسط دانشمند برتر هایدرا یعنی آرنیم زولا به‌طور مخفیانه خود را در داخل شیلد (.S.H.I.E.L.D) بازسازی کرد. اگرچه بدن زولا در اوایل دهه ۱۹۷۰ مرده بود اما هایدرا همچنان پابرجا بود و ذهن زولا نیز در یک کامپیوتر به حیات خود ادامه می‌داد. در دهه‌های بعدی هایدرا با شبکه‌سازی نفوذ خود را در دنیا بیشتر کرد، هدف نهایی هایدرا سرنگونی دولت‌ها با هدف تأسیس یک دولت جهانی فاشیستی با حکمرانی مطلقه بود؛ بنابراین آن‌ها به حذف تهدیدهای سیاسی که بر خلاف نظم نوین جهانی آن‌ها بود، اقدام کردند.
تا پایان قرن بیستم، عاملان هایدرا موفق شدند تا بیرون از شیلد هم شیوع پیدا کنند و با نفوذ به سازمان‌های مهمی شامل دولت ایالت متحده و شورای امنیت جهانی، تعدادی پایگاه مخفی در سراسر جهان ایجاد کنند. جان گرت، یکی از عاملان بالا رتبه هایدرا در سازمان شیلد به‌طور مخفیانه پروژه هزارپا را با هدف بازیابی سرباز ممتاز رهبری می‌کرد.

### قرن بیست و یک
در سال ۲۰۱۴، تقریباً تمام نقشه‌های هایدرا برای سلطه بر جهان به واسطه الکساندر پیرس و پروژه بینش شیلد محقق شده بود. با این حال نقشهٔ آن‌ها برای از بین بردن ۲۱ میلیون انسانی که نوعی تهدید برای هایدرا محسوب می‌شدند، با تلاش‌های دشمن قدیمی هایدرا یعنی کاپیتان آمریکا شکست خورد، کسی که به‌طور عمومی نفوذ آن‌ها در شیلد را افشا کرد و اقدام به انهدام ابزار اصلی تخریب آن‌ها و سه تا از هلیکریرهای شیلد کرد و طی این فرایند الکساندر پیرس توسط رئیس سابق شیلد یعنی نیک فیوری کشته شد. با این حال ولفگانگ فون استراکر، رهبر هایدرا نقشه‌های جدیدی برای چیرگی بر دنیا داشت، نقشه‌هایی که شامل دوقلوهای مکسیموف و عصای سلطنتی (Scepter) می‌شد.

### پس از افشای نفوذ
با شناخته شدن وجود آن‌ها توسط عموم، هایدرا علیه بازماندگان شیلد جنگی را آغار کرد و تعدادی از پایگاه‌های شیلد را تصاحب کرد. نیروهای هایدرا به رهبری جان گرت برای چند ماه با گروهی کوچک و وفادار به شیلد به رهبری فیل کولسن به مبارزه پرداخت. گروه گرت با وجود تلاش‌هایشان برای نفوذ در نیروهای مسلح ایالت متحده از طریق آیین کویین و سربازان دثلوک، اما با اقدامات ترکیبی نیک فیوری رئیس سابق شیلد، گروه کولسن و تفنگداران دریایی ایالت متحده شکست خورد.
با این وجود این شکست تنها یک عقب‌نشینی موقت برای هایدرا بود. شیلد نابود شد و به صورت عمومی سازمانی تروریستی معرفی شد، و بسیاری از عاملان هایدرا همچنان فعالیت خود را ادامه دادند از جمله دنیل وایت‌هال، عضو بالا رتبه‌ای که با از استفاده از سقوط شیلد اقدام به ایجاد کمپینی در جهت بازیابی هرم‌سنگ (Obelisk) اسرارآمیز کرد، هر چند که این کمپین پایانی فاجعه‌آمیز برای هایدرا دربرداشت؛ وایت‌هال قبل از این که بتواند به‌طور کامل از هرم‌سنگ بهره‌برداری کند کشته شد، معاون او سونیل باکشی اسیر شد و بسیاری از رئیسان دیگر هایدرا توسط خود این سازمان کشته شدند چرا که شیلد آن‌ها را به نوعی فریب داده بود. دو نفر از رئیس‌های باقیمانده هایدرا یعنی بارون فون استراکر و دکتر لیست آزمایش‌های خود را روی اشخاص تقویت‌یافته ادامه دادند. با این حال آزمایش‌های آن‌ها زمانی که انتقام‌جویان به قلعه استراکر در سوکویا حمله کردند پایان یافت و دکتر لیست کشته و بارون فون استراکر اسیر شد، بعدها استراکر توسط آلترون کشته شد. مرگ استراکر پایانی برای ظرفیت نظامی و علمی هایدرا بود که اجازه می‌داد ریشه‌های باستانی کنترل سازمان را به دست بگیرند.
دو نفر از معدود رهبران باقی‌مانده هایدرا یعنی گرانت وارد و گیدئون مالیک برای بازسازی هایدرا به هم پیوستند، شیلد را نابود کردند و هایو را به زمین بازگرداندند. با وجود مرگ وارد توسط کولسن روی سیاره موث، اما نقشه مالیک با موفقیت انجام شد چرا که هایو بدن وارد را مالک شد و در جسد احیا شدهٔ او به زمین بازگشت. هایو به تدریج شروع به گرفتن کنترل ناانسان‌ها کرد و در همان زمان رهبری سلول مالیک را به دست آورد که این موضوع با مرگ مالیک توسط دیزی جانسن انجام گرفت. سرانجام هایو ظاهرا هایدرا را ترک کرد تا در مبارزات نظامی به رهبری ژنرال گلن تالبوت از بین برود.
هایدرا با وفاداری به سوگند خود بعد از این شکست همچنان باقی ماند. یک سلول واحد به رهبری ژنرال هیل، افسر نیروی هوایی ایالت متحده همچنان به شکار مأموران شیلد ادامه داد، و همزمان برای حفظ بشریت از یک تهدید فضایی نیز فعالیت می‌کرد. با وجود معامله با کنفدراسیون بیگانه، هیل امیدوار بود که دخترش را به قدرتمندترین فرد روی زمین تبدیل کند تا این معامله را تغییر دهد. با این حال شیلد در نقشه‌های او مداخله کرد و هیل سرانجام توسط تالبوتِ تقویت‌یافته کشته شد. سرنوشت هایدرا بعد از مرگ هیل نامعلوم است.

## تاریخچه انتشار

عوامل هیدرا

هیدرا اولین بار در داستان‌های عجیب شماره ۱۳۵ (آگوست ۱۹۶۵) ظاهر شد. در تداوم اولیه‌اش، آرنولد براون، تاجری غیرقابل توصیف، رهبری آن را بر عهده دارد، که وقتی شیلد ظاهراً سازمان را در هم شکست، کشته شد. هیدرا به زودی بازگشت، اما به رهبری بارون ولفگانگ فون استراکر، با حمایت جمجمه قرمز نازی. منشأ در حال تغییر هیدرا یکی از اولین نسخه‌های مجدد مارول است. پس از شکست اولیه، چندین شاخه آن مانند شاخه علمی AIM و امپراتوری مخفی مستقل شدند.